# Наелектрисање
Наелектрисање или електрични набој је једна од основних особина неких субатомских честица којом се карактеришу електромагнетне интеракције (интеракције честица са електромагнетским пољем). Наелектрисана материја ствара електромагнетно поље. Наелектрисање је узрок електромагнетног поља, а такође подлеже дејству електромагнетних поља. Узајамно дејство наелектрисања и поља је узрок електромагнетне силе која представља једну од четири основне силе у природи.
У природи постоје две врсте наелектрисања. Договорено је да се ова наелектрисања обележавају алгебарским знацима „плус“ и „минус“. Употреба алгебарских знакова + и - је у складу са запаженим особинама сила које дејствују између два наелектрисана тела. Наелектрисања различитих знакова се привлаче што одговара чињеници да је производ два броја различитог знака увек негативан. Такође, наелектрисања истог знака се одбијају што је у складу са чињеницом да је производ два броја истог знака увек позитиван.
Наелектрисање је некада сматрано непрекидном и бесконачно дељивом особином. Данас је познато да постоји најмања количина наелектрисања. Она се везује за основно (елементарно) наелектрисање електрона. Свако наелектрисано тело у природи има вишак или мањак електрона. Стога се каже да је количина наелектрисања (некада се зове електрично оптерећење) коначан скуп елементарних количина електрицитета.

## Увод
Наелектрисање је својство субатомских честица и у природи се јавља само као целобројни умножак елементарног наелектрисања. Зато се каже да је наелектрисање дискретно односно квантовано. Када се изражава као умножак елементарног наелектрисања, електрон има наелектрисање -1 а протон наелектрисање +1. Кварк, зависно од врсте, може да има наелектрисање −1/3 или +2/3. Античестице имају наелектрисања супротна од одговарајућих честица (позитрон +1, антипротон -1). Постоје и друге наелектрисане честице (тау, мион...).
Наелектрисање макроскопског тела је збир наелектрисања свих честица од којих је тело састављено. Често, укупно наелектрисање је једнако нули, пошто је број електрона у сваком атому једнак броју протона, па се њихова наелектрисања поништавају. Појава у којој укупно наелектрисање није једнако нули, и притом су та наелектрисања непокретна и њихова количина се не мења у времену, назива се статички електрицитет. Даље, чак и када је збир наелектрисања једнак нули, позитивна и негативна наелектрисавања не морају бити равномерно распоређена унутар тела (на пример под утицајем спољњег електричног поља), и онда се за материјал каже да је поларизован, а наелектрисање које настаје услед поларизације назива се везано наелектрисање (док се додатно наелектрисање донето споља у тело назива слободно наелектрисање). Уређено кретање наелектрисаних честица у одређеном смеру назива се електрична струја.
СИ јединица наелектрисања назива се кулон и означава се са C. Један кулон садржи око 6.24 × 1018 елементарних наелектрисања (наелектрисање једног протона или једног електрона). Кулон се дефинише као количина наелектрисања коју у току једне секунде пренесе струја од једног ампера. Симбол Q се користи да означи количину наелектрисања.
Строго, количина наелектрисања мора бити умножак елементарног наелектрисања e (наелектрисање је квантовано). Али, пошто је количина наелектрисања просечна, макроскопска величина, много редова величине већа од елементарног наелектрисања, ефективно може имати било коју реалну вредност.

## Особине
Количина наелектрисања је релативистички инваријантна. То значи да наелектрисање честице q, остаје константно без обзира колико се брзо честица креће. Ова особина је и експериментално потврђена. Показано је да је наелектрисање једног језгра хелијума (два протона и два неутрона) које се креће великом брзином исто као и наелектрисање два језгра деутеријума (један протон и један неутрон) која се крећу много спорије него језгро хелијума.

## Закон одржања количине наелектрисања
Укупна количина наелектрисања изолованог система остаје константна независно од промена у самом систему. Овај закон је наследан за све процесе познате у физици. У општем случају, укупна промена у времену густине наелектрисања {\displaystyle \rho } унутар неке запремине {\displaystyle V} једнака је површинском интегралу густине струје кроз површину {\displaystyle S} те запремине, што је даље једнако струји {\displaystyle I}:
{\displaystyle -{\frac {\partial }{\partial t}}\int _{V}\rho \,dV=\int _{S}\mathbf {J} \cdot \mathbf {dS} =I}
Односно да би унутар неке запремине {\displaystyle V} дошло до промене укупне количине наелектрисања (а самим тим и промене густине наелектрисања {\displaystyle \rho }), одређена количина наелектрисања мора да уђе у ту запремину, или да изађе из ње. Проласком тих наелектрисања кроз површину {\displaystyle S} те запремине, добија се струја {\displaystyle I}. Уколико иста количина наелектрисања уђе и изађе из запремине, онда имамо две струје тих наелектрисања кроз површину {\displaystyle S}, +{\displaystyle I} и -{\displaystyle I}. Збир ове две струје је 0, па је и укупна промена наелектрисања у запремини {\displaystyle V} једнака нули. Из овога се види да је први Кирхофов закон специјални случај закона о одржању количине наелектрисања.

## Јединице
СИ изведена јединица количине електричног наелектрисања је кулон (симбол: C). Кулон је изведен као количина наелектрисања која пролази кроз попречни пресек електричног проводника носећи један ампер у секунди. Ова јединица је предложена 1946. и ратификована 1948. године. У модерној пракси, фраза „количина наелектрисања” се користи уместо „квантитет наелектрисања”. Количина наелектрисања у 1 електрону (елементарно наелектрисање) је приближно 1,6×10−19 C, и 1 кулон кореспондира количини наелектрисања од око 6,24×1018 електрона. Симбол Q се обично користи за означавање количине електрицитета или наелектрисања. Количина електричног набоја се може директно мерити помоћу електрометра, или индиректно помоћу галванометра.
Након утврђивања квантизованог карактера наелектрисања, 1891. године Џорџ Стони је предложио јединицу 'електрон' за ову фундаменталну јединицу електричног наелектрисања. То је било пре него што је честицу открио Џозеф Томсон 1897. године. Ова јединица се у данашње време третира као безимена, те се назива елементарним наелектрисањем, фундаменталном јединицом наелектрисања, или једноставно e. Мера наелектрисања је умножак елементарног наелектрисања e, иако се чини да се велика наелектрисања понашају као реални квантитети. У појединим контекстима је смислено да се говори о фракцијама наелектрисања; на пример при наелектрисавању кондензатора, или у опису фракционог квантног Холовог ефекта.
Јединица фарадеј се понекад користи у електрохемији. Један фарадеј наелектрисања је магнитуда наелектрисања једног мола електрона, i.e. 96485.33289(59) C.
У системима јединица изван СИ, као што је цгс, електрично наелектрисање се изражава као комбинација само три фундаментална квантитета (дужине, масе, и времена), а не четири, као у СИ, где је електрично наелектрисање комбинација дужине, масе, времена, и електричне струје.

## Историја
Од давнина су људи познавали четири типа појава, све од којих би се данас могли објаснити употребом концепта електричног набоја: (а) муње, (б) електрична ража, (ц) ватра светог Елма и (д) да трљање ћилибара крзном доводи до привлачења малих, лаких предмете. Први опис ефекта ћилибара често се приписује древном грчком математичару Талесу из Милета, који је живео од c. 624 – c. 546 године пре нове ере, мада постоје сумње да ли је Талес оставио било какве списе; његов извештај о ћилибару познат је из једног записа из раних 200-их. Овај запис се може узети као доказ да је појава била позната још од око 600. године п. н. е, мада је Талес објаснио овај феномен као доказ да неживи предмети имају душу. Другим речима, није било индикације о постојању било каквог разумевања концепта електричног набоја. Генерално, стари Грци нису разумели повезаност између ове четири врсте појава. Грци су приметили да наелектрисана ћилибарска дугмад могу привући лагане предмете попут косе. Такође су открили да ако довољно дуго трљају јантар, могу чак узроковати да и електрична искра скочи, мада постоје и тврдње да се електричне искре не спомињу до краја 17. века. Ово својство произилази из трибоелектричног ефекта. Крајем 1100-их, примећено је да супстанца гагат, збијени облик угља испољава ћилибарски ефекат, а средином 1500-их Ђироламо Фракасторо је открио да и дијамант показује ово дејство. Извесне напоре су уложили Фракасторо и други, а посебно Ђироламо Кардано, да се развије објашњења овог феномена.
За разлику од астрономије, механике и оптике, која су квантитативно проучаване још од антике, почетак садашњих квалитативних и квантитативних истраживања електричних појава може се обележити објављивањем дела De Magnete од стране енглеског научника Вилијама Гилберта 1600. године. У овој књизи налазио се мали одељак где се Гилберт вратио ефекту ћилибара (како га је назвао) у адресирању многих ранијих теорија, и сковао новолатинску реч electrica (од ἤλεκτρον (електрон), грчке речи за ћилибар). Латинска реч је преведена на енглески језик као . Гилберт је такође заслужан за термин електрични, док је израз за електричну енергију дошао касније, при чему се прва употреба приписује сер Томасу Брауну у његовом делу Pseudodoxia Epidemica из 1646. године. (За додатне језичке детаље погледајте етимологију електричне енергије.) Гилберт је хипотетисао да се овај ефект ћилибара може објаснити ефлувијумом (малим током честица које теку из електричног објекта, без умањивања његове масе или тежине) који делује на друге објекте. Ова идеја материјалног електричног ефлувијума била је утицајна у 17. и 18. веку. Она је била претеча идеја развијених у 18. веку о „електричном флуиду” (Дуфај, Нолет, Франклин) и „електричном набоју”.